# Petit Trianon

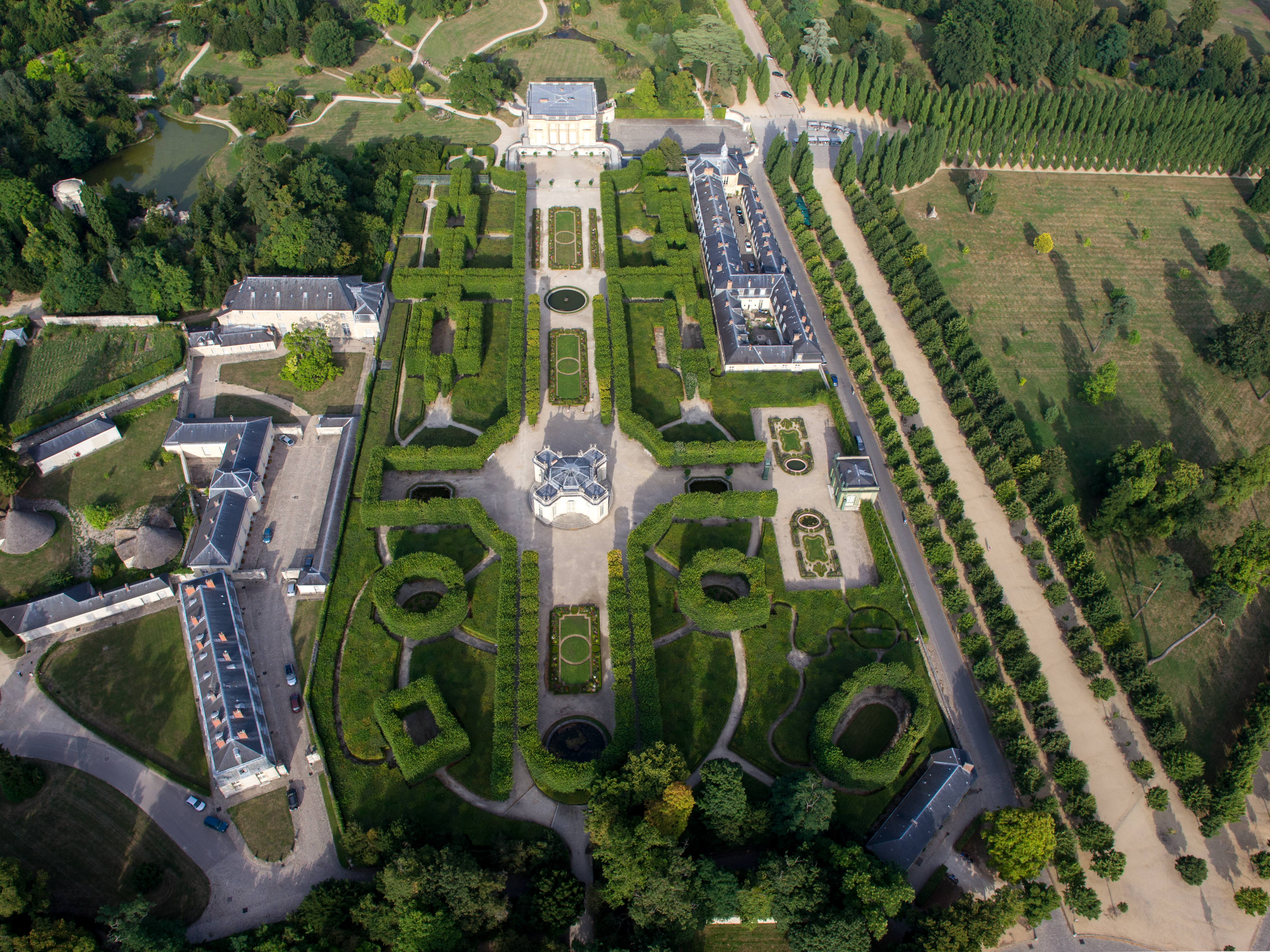
Veduta aerea del Petit Trianon nel 2013

Il Petit Trianon è una zona del parco del castello di Versailles, nelle Yvelines, in Francia, che comprende un piccolo castello circondato da giardini di diversi stili.
Nei prati e nei boschetti ad est del Grand Trianon, Luigi XV, su volere di Madame de Pompadour, affidò nel 1748 a Claude Richard, assistente dieci anni dopo di Bernard de Jussieu, la pianificazione di un "giardino di piante" che tradisce il suo interesse passionale per le esperienze botaniche. L'architetto Gabriel progettò una giardino "alla francese" e un serraglio per animali ordinari, al contrario del vicino Serraglio reale, più esotico, di Luigi XIV.
Nel 1762, il re domandò al suo Primo architetto di costruire un castello di un nuovo genere, che fornisse un'ampia vista sui diversi giardini. Conosciuto come un capolavoro d'architettura del neoclassicismo nascente, questo edificio, su pianta quadrata, semplice e raffinato, dalle quattro facciate decorate in ordine corinzio, coniuga i talenti di Gabriel, dello sculture Guibert e dei decoratori che apportarono all'interno l'ultima tendenza estetica, più raffinata che ricca, nella quale un posto privilegiato è riservato alla natura e all'atmosfera campestre. Il pianterreno è dedicato al servizio, il piano nobile comprende sale di ricevimento con tre sale riservate per l'uso della Regina e l'attico è formato dagli "appartamenti dei signori". La contessa du Barry, che succedette come favorita di Luigi XV alla marchesa di Pompadour, inaugurò il castello nel 1769.
Alla morte di suo nonno, Luigi XVI offrì il Petit Trianon alla sua giovane sposa Maria Antonietta, che vi creò un universo personale e intimo, lontano dai fasti della corte. Fece costruire il Théâtre de la Reine (un teatro di società), poi sacrificò la raccolta di specie botaniche e fece disporre un giardino all'inglese, in contrasto con il rigore formale del resto del parco. Richard Mique vi eresse molti edifici, tra il 1777 e il 1782: un tempio dedicato all'Amore, un "giardino alpino", con un suo belvedere ed un gioco di fontane. In uno stile più rustico, un borghetto (Hameau) del pittore Hubert Robert, completa l'insieme, secondo l'ispirazione di Rousseau.

## Storia
Nel 1749, sotto richiesta della sua favorita Madame de Pompadour, che voleva sottrarsi alla noia, Luigi XV creò un nuovo luogo di piacere a Trianon. In questa prospettiva, e ispirato dalla dottrina di dottore Quesnay. Fu progettato da Ange-Jacques Gabriel, per volere di Luigi XV, per la sua amante più celebre, Madame de Pompadour. Fu edificato tra il 1762 e il 1768.
Madame de Pompadour morì un anno prima che l'edificio fosse concluso; di conseguenza questo venne occupato da Madame du Barry, la nuova preferita del re. Il costruttore non aveva ideato questo piccolo palazzo come stabile dimora per una famiglia reale, ma soltanto come maison de plaisir. Per quest'uso, come sicuro nido d'amore, se n'era servito volentieri Luigi XV assieme alla Du Barry o ad altre favorite del momento. Un accorto meccanico aveva inventato per le cenette intime una tavola rientrabile, così che i manicaretti salivano imbanditi dalle cucine sotterranee, senza che alcun servitore potesse assistere alle scene, non sempre regali, di quei simposi privati. Un meccanismo simile, detto tavola matematica, fu realizzato anche alla corte di Napoli. 
Dopo essere salito al trono nel 1774, Luigi XVI diede in dono il Petit Trianon e la zona di parco circostante alla regina Maria Antonietta, per i suoi svaghi personali.
Ancora pregno di amorosi ricordi, questo palazzo fu, essenzialmente e senza esagerazioni, il centro della vita di Maria Antonietta. Qui ella si rifugiava dall'asfissiante corte di Versailles con pochi eletti, qui l'etichetta e le formalità erano completamente assenti, non c'era restrizione alcuna e la vita trascorreva leggera e senza preoccupazioni di sorta. La famosa regina infatti detestava qualsiasi tipo d'impegno o costrizione mentale, nonostante fosse donna di spiccata intelligenza, e il Petit Trianon si figurò come luogo perfetto per le sue aspirazioni di vita all'insegna della spensieratezza.
Ricevuto come dono di nozze dal consorte, ella passò moltissimi anni a ristrutturare i giardini e ad abbellire l'edificio, tant'è che successivamente vi si trasferì in modo permanente. Ciò provocò scandalo e dissenso da parte non solo del popolo, che vedeva inappropriato da parte di una regina immergersi in una vita pseudo bucolica, ma anche della corte intera, in quanto una parte di questa viveva per potersi asservire totalmente alla regina. D'un tratto si trovarono "disoccupati" (al Petit Trianon, come detto, l'etichetta era completamente abolita, perciò le varie contesse e duchesse, oltre a non essere ammesse nel Trianon, non poterono più usufruire del privilegio di porgere i guanti alla regina, o la salvietta, o il nuovo paio di scarpe) e ciò fu causa di aspre lamentele e rancori da parte di molti aristocratici.
Paradossalmente, in un certo senso, il Petit Trianon fu una delle cause del declino di Maria Antonietta: se fosse rimasta a Versailles, in mezzo all'aristocrazia francese e alle sue tradizioni, avrebbe avuto al suo fianco, anche nell'ora del pericolo i principi e l'esercito dei nobili. Se d'altra parte si fosse accostata maggiormente al popolo, al pari del fratello Giuseppe, le folle di Parigi e della Francia l'avrebbero idolatrata. Maria Antonietta invece non si accattivò le simpatie né dei nobili né dei popolari; anche a causa del Trianon guastò i suoi rapporti col primo, col secondo e col terzo stato. Volle malauguratamente troppo a lungo essere sola nella fortuna: si trovò isolata nella sventura.

## Architettura e stile

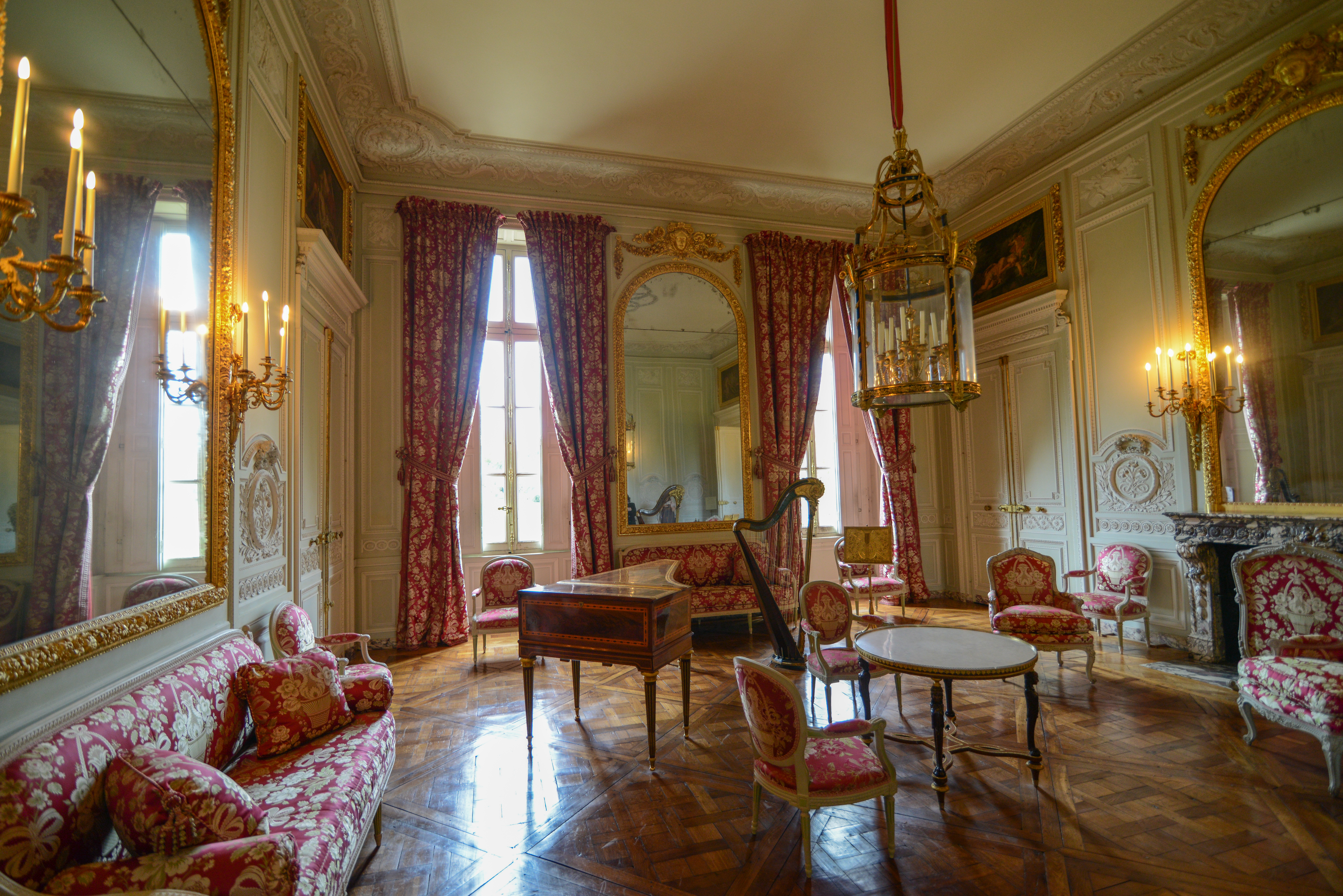
Salone

Il Petit Trianon è un magnifico esempio dell'architettura del periodo di transizione dal rococò al neoclassicismo. La costruzione ha forma cubica. L'esterno dell'edificio è semplice e calibrato; ciascuna facciata è stata disegnata per accordarsi con la parte della tenuta su cui si affaccia. L'uso dei gradini compensa il dislivello su cui sorge l'edificio.
Di architettura semplice, vagamente ispirata a forme classiche, spiccante nella sua bianchezza fra il bel verde dei giardini, isolato e pur vicino a Versailles, questo palazzo, prima di una favorita e poi di una sovrana, non è neppure lussuoso, avendo in tutto sette o otto locali, un'anticamera, una sala da pranzo, un salottino e una sala, il bagno e infine una piccola biblioteca. In questo palazzo Maria Antonietta nel corso di tanti anni non ha mai portato mutamenti essenziali, e neppure vi ha introdotto lusso o fasto di arredi; nulla di indiscretamente prezioso in queste camere che cercano effetti intimi; al contrario, ella intona tutto a una chiarezza delicata e riservata, a quel nuovo stile discreto e semplicissimo, tanto più vicino al nostro moderno sentire e che ingiustamente ha preso il nome da Louis Seize. Da lei, da questa donna gentile, agile, elegante dovrebbe aver nome: stile Maria Antonietta dovremmo dire, perché quelle forme fragili e graziose non rammentano certo il massiccio Luigi XVI, né il suo gusto grossolano. 

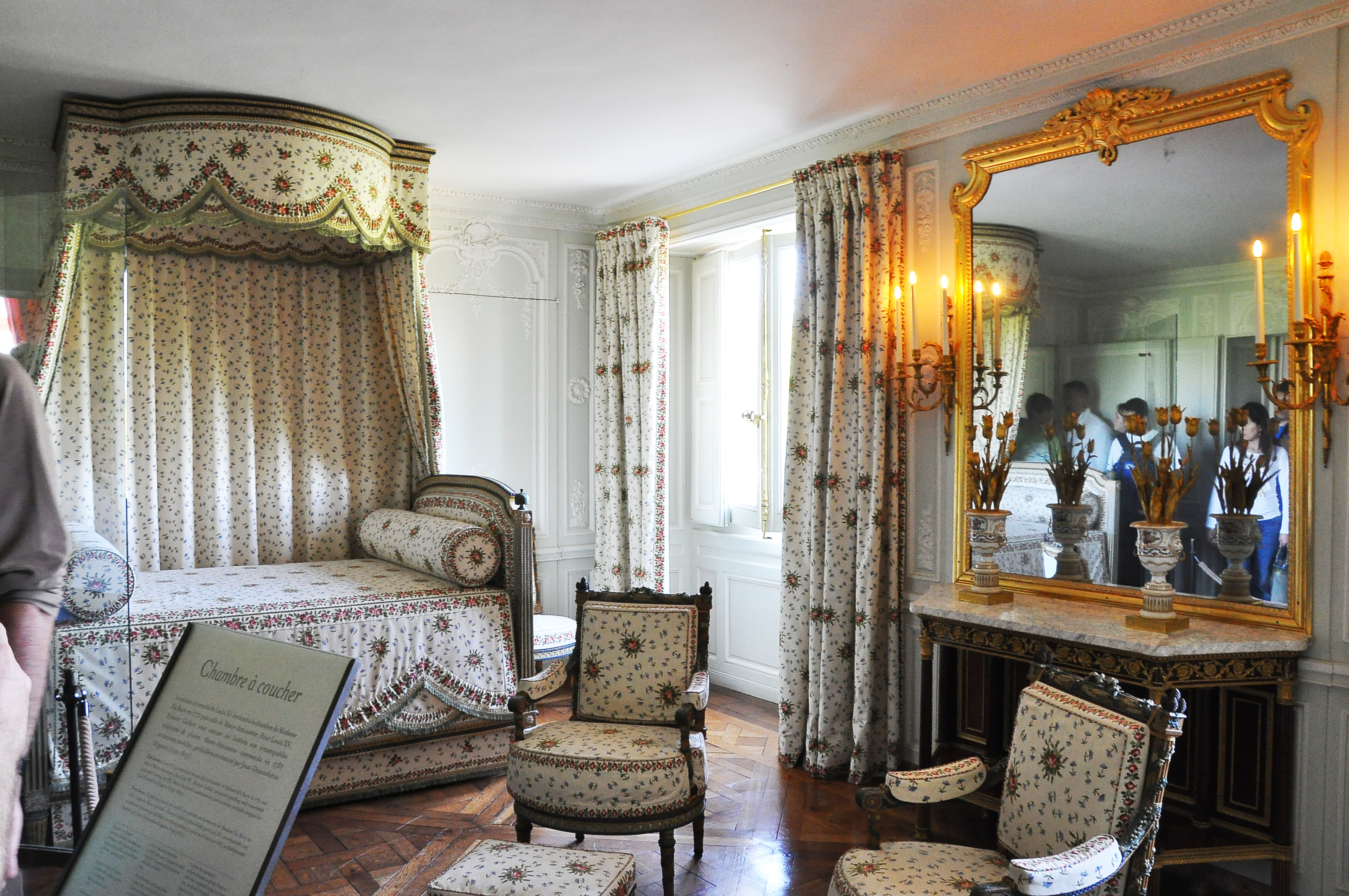
Camera di Maria Antonietta

Armonico dal letto al portacipria, dal clavicembalo al ventaglio d'avorio, dal divano alle miniature, sempre si avvale del materiale più scelto e meno vistoso, di fragile apparenza eppure durevole, armonizzando linee antiche e grazia francese, il gusto per la delicatezza che sostituisce la drammatica pompa del Louis Quinze e del Louis Quatorze. Il salotto, dove si chiacchierava e ci si intratteneva con disinvolta tenerezza, diventa centro della casa al posto dei pretenziosi e lussuosi saloni; i rivestimenti in legno a doratura sostituiscono il gelido marmo, la mutevole lucentezza della seta e la lievità tenue della batista soppiantano l'opprimente velluto e il pesante broccato, i teneri colori crema pallido, fior di pesco, azzurro di primavera iniziano i loro discreto trionfo; non si mira alla grandiosità prepotente e alla imponente teatralità, ma alla discrezione più lieve, non si vuole sottolineare il potere di una regina, ma la grazia di una giovane donna che trova la sua eco in tutti gli oggetti di cui si circonda.
"Solo nell'ambito di tale cornice preziosa e armonica acquistano la giusta misura e il loro vero senso le statuette di Clodion, i quadri di Watteau e di Pater, l'argentea musica di Boccherini e tutte le altre elette creazioni di quest'arte minuta, incomparabile espressione della spensieratezza della vigilia del terrore" (Stefan Zweig, Maria Antonietta p. 99, edizione Oblò, 2019).

## I giardini

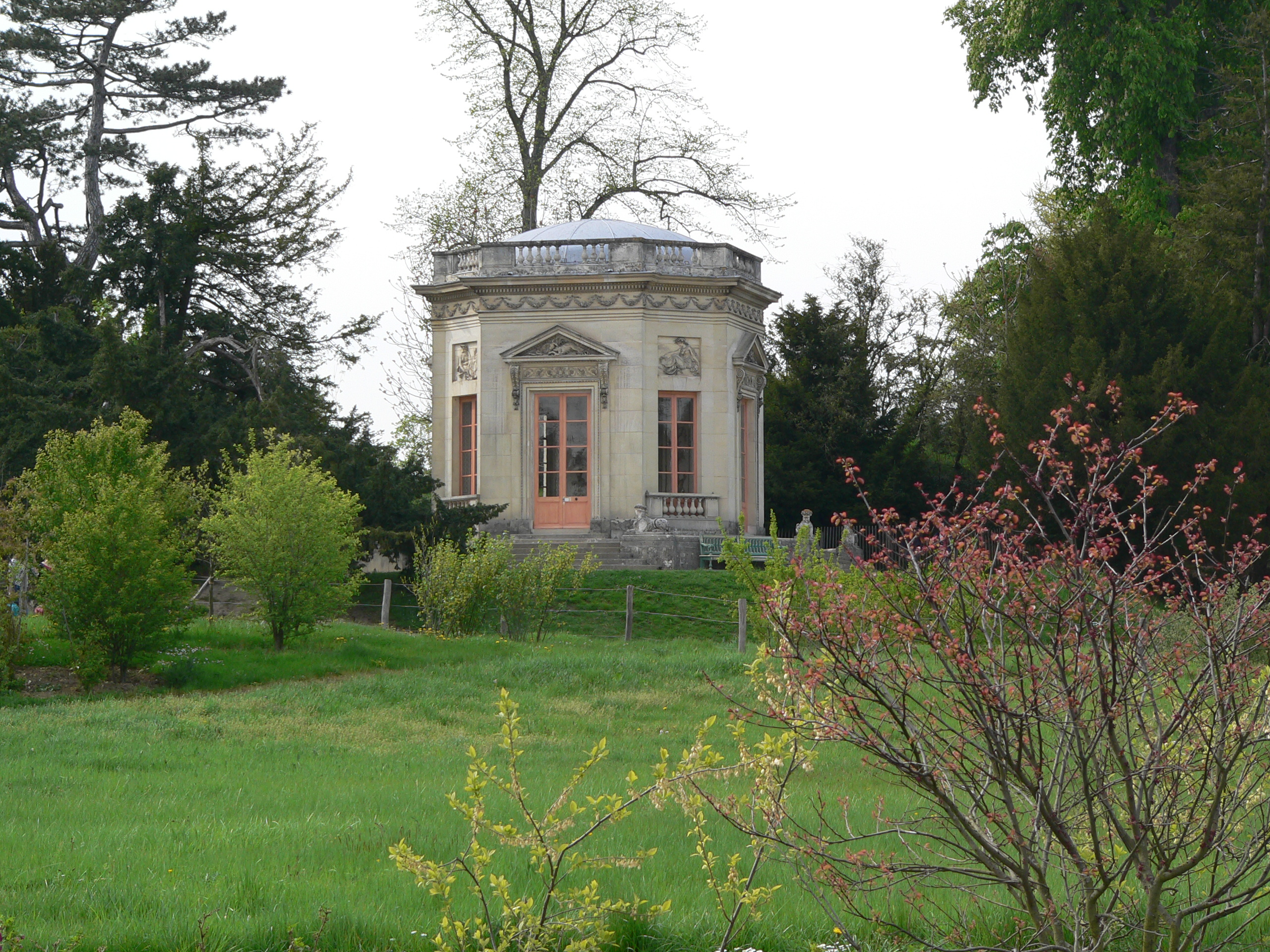
Il Belvedere, nei giardini del Petit Trianon

I giardini sono stati completamente ristrutturati da Maria Antonietta e rivisti in chiave bucolica e "rousseauiana". Radunò i migliori e più raffinati artisti del tempo, affinché escogitassero nel più artificioso modo possibile quel colmo di naturalezza. In questo giardino "anglo-cinese" non si volle rappresentare solo la natura, ma la natura intera nello scorcio di pochi chilometri quadrati: piante francesi, indiane, africane, tulipani d'Olanda, magnolie del Sud, un laghetto e un ruscello, un monte e una grotta, una rovina romantica e casette campestri, templi ellenici e pagode cinesi, mulini a vento di Fiandra, il Nord e il Sud, l'Oriente e l'Occidente, tutto artificioso e per tutto autentico (da principio l'architetto avrebbe voluto inserire anche un vulcano eruttante fuoco, ma il progetto risultò troppo dispendioso).
Venne creato il ruscello che si riforniva di acqua da Marly, con chilometri di tubi. Questo poi sbocca nel laghetto artificiale con l'isoletta artificiale e passa docile mormorando sotto ponti minuscoli, popolato dal leggiadro candore dei cigni. Venne eretta la grotta d'amore e il romantico Belvedere; nulla lascia supporre che questo paesaggio così commovente ed ingenuo sia stato preparato su innumerevoli disegni a colori, e che di tutto il giardino siano stati fatti per prova venti modelli in gesso. 

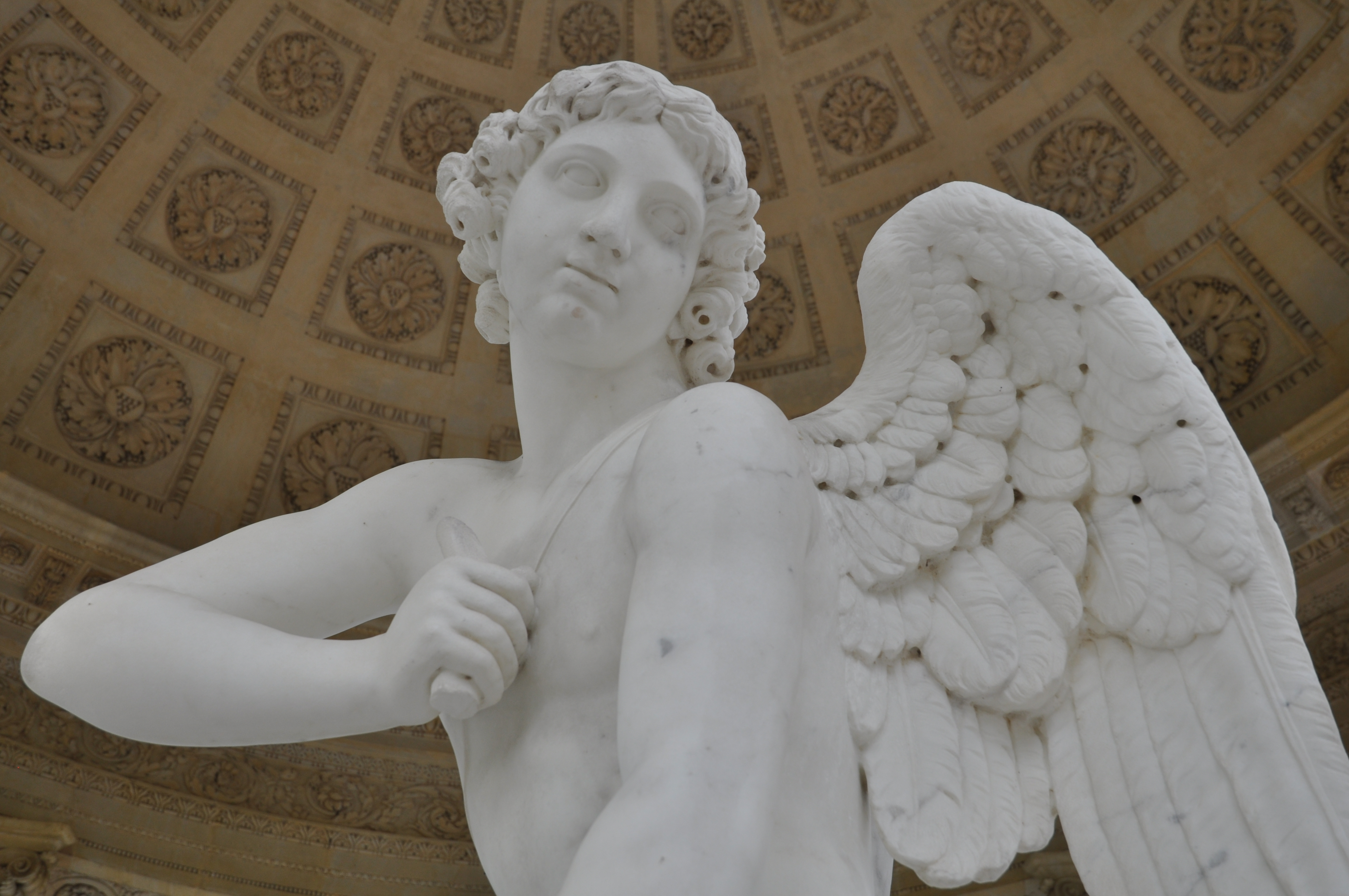
Statua di Amore all'interno del tempio

In apparenza sparsi casualmente, in realtà esattamente calcolati dal romantico architetto, piccoli gioielli stanno disseminati nel giardino ad aumentarne la grazia. Un tempietto dedicato alla divinità di quell'epoca, il Tempio d'Amore, si erge su una collinetta, e la sua classica rotonda ospita una delle più belle statue di Bouchardon, un Amore che si ritaglia dalla clava di Ercole un arco lungisaettante. Il boschetto è percorso da sinuosi sentieri, i prati sono costellati di rari fiori, occhieggia fra il verde un piccolo padiglione per la musica, un ottagono candido, e tutto è disposto con tanto gusto che in realtà fra tanta grazia non si avverte più l'artificio. 

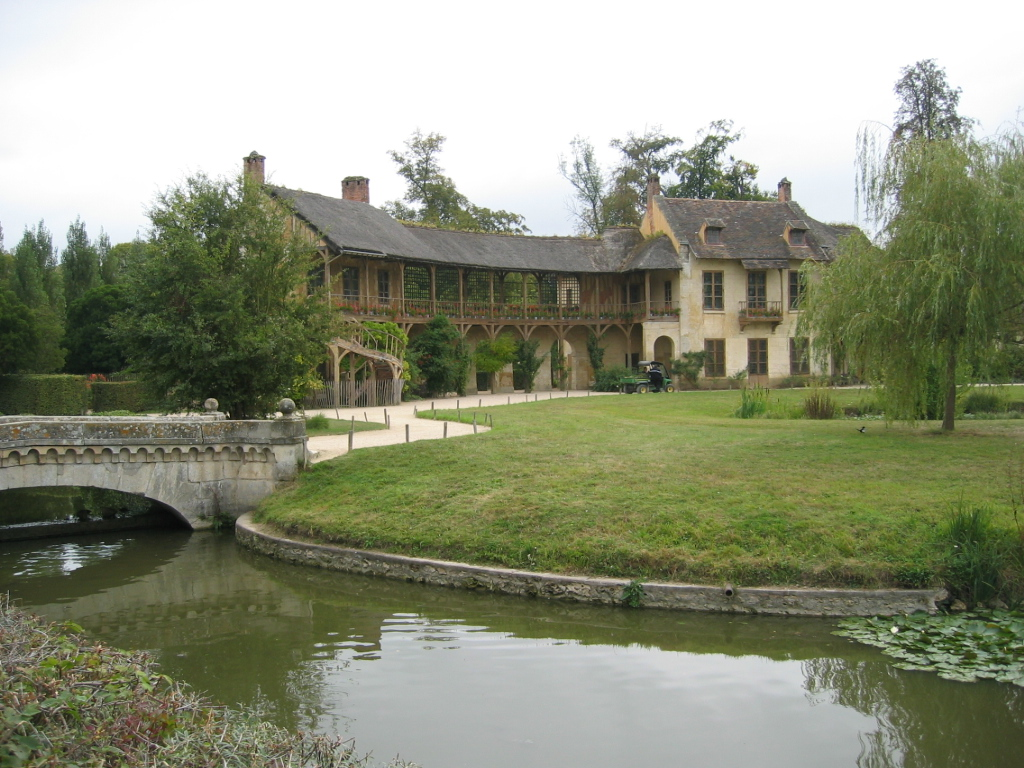
Hameau de la Reine

Per naturalizzare ancora più astutamente la natura, per dare alle quinte la raffinatezza della verità, si fecero venire in questo preziosissimo e perfettissimo scenario pastorale le comparse adatte: veri contadini e contadine, veri stallieri con autentiche mucche e vitelli e maiali e conigli e pecore, veri mietitori e pastori e cacciatori e lavandai, che mietessero, lavassero, mungessero e ingrassassero. Poco dopo, venne creato, sempre per ordine di Maria Antonietta, accanto al Trianon, un villaggio a grandezza naturale, con le sue stalle, i granai, la piccionaia e il pollaio: l'Hameau.
Il grande architetto Mique e il pittore Hubert Robert disegnarono e costruirono otto case coloniche perfettamente simili a quelle in uso in Francia, con i loro tetti di paglia e i loro pollai. Per dare un tocco di realismo, vennero simulate esteriormente decadenza e miseria: si praticarono fessure nei muri a martellate, si fece sì che l'intonaco si sbriciolasse romanticamente; Robert praticò raschiature nel legno per dargli un aspetto fradicio e vecchio, i fumaioli vennero affumicati. All'interno però alcune di quelle casupole in apparenza miserrime, furono corredate di ogni comodità.